# Jan-Daniel Georgens
Jan-Daniel Georgens (Leistadt, ma Bad Dürkheim része, 1823. június 12. – Bad Doberan, 1886. november 9.) német gyógypedagógus, a gyógypedagógia nesztora, Heinrich Marianus Deinhardt (1821-80) társszerzővel az első átfogó gyógypedagógiai mű (Die Heilpädagogik) megalkotója.

## Életpályája
Jan-Daniel Georgens tanárszemináriumot hallgatott, természet- és gyógytudománykat tanult, 1847-ben doktorált (a forrásmunkákban megoszlanak a vélemények arról, hogy dr. phil. vagy dr. med.). Johann Heinrich Pestalozzi munkássága és Friedrich Fröbellel való személyes találkozása (1851) nagy hatással voltak rá. Felső leányiskolát alapított (1848) Wormsban, Fröbel-óvodát (1850) Baden-Badenben. Felesége (Jeanne Marie von Gayette írónő) és Heinrich Marianus Deinhardt meghatározó szerepet töltöttek be szakmai tevékenysége alakulásában. Munkásságának színhelye Bécs, Svájc több városa és Berlin.
Számos intézmény (óvodák, múzeumok stb.) alapítása vagy létesítésének terve fűződik nevéhez. A Georgens-Gayette-Deinhard team kiemelkedő gyógypedagógia-történeti alkotása a Bécs melletti Badenban (1856) a értelmi fogyatékosok „Levana” gyógygondozó és nevelőintézetének megalapítása. A 10 év múlva különböző okok miatt keletkezett kudarcok és a Georgens-Deinhardt ellentétek miatt feladott kísérlet azért nagy jelentőségű, mert főként ez alapozta meg a team által megjelentetett Der Sozialpädagogische Arbeiter c. havi folyóiratot, a Medizinisch-pädagogisches Jahrbuch der Levana für das Jahr 1858 c. könyvet és a Die Heilpädagogik című átfogó gyógypedagógiai mű létrejöttét. Utóbbi világszerte számon tartott klasszikus gyógypedagógiai alapmű. Első kötete (1861) egy „gyógypedagógiai össztudomány” bevezetése és alapvetése, a második (1863) az „idióták”,  értelmi fogyatékosok nevelésének egybevetése más fogyatékossági típusok és az „egészségesek” (nem fogyatékosok) nevelésével.
Georgens a gyógypedagógia fogalmát „össztudomány” és gyógyító nevelés (pedagógiai úton történő gyógyítás) értelemben használta és elemezte. Georgens későbbi méltatói kiemelik modernségét (koedukáció, munkaiskola,  általános nevelés óvodától a szakképzésig egy iskolarendszeren belül, stb.), társadalomkritikai és interdiszciplináris szemléletmódját. „… nemcsak egy kiugró tehetségű eklektikus, hanem a német gyógypedagógia nesztoraként bizonyos tekintetben a modern pedagógia avantgardistája is.” (Bachmann, W. id. mű 579. p.)
A Leopoldina Német Természettudományos Akadémia tagja volt.

## Fő munkája
- (Deinhardt, H. M. társszerzővel): Die Heilpaedagogik mit besonderer Berücksichtigung der Idiote und der Idiotenanstalten. I-II. Leipzig, 1861–1863